# 乔纳森·沃尔顿
乔纳森·沃尔顿（英語：Jonathan Walton，1990年10月6日—），英国男子赛艇运动员。他曾代表英国参加世界赛艇锦标赛，获得一枚银牌。他也曾参加2016年夏季奥林匹克运动会。